# غونتر بيكشتاين
غونتر بيكشتاين (بالألمانية: Günther Beckstein) (مواليد 23 نوفمبر 1943 في هيرسبروك) سياسي ألماني ينتمي لحزب الاتحاد الاجتماعي المسيحي (CSU)، شغل منصب رئيس الوزراء السابع عشر لولاية بافاريا في الفترة من 9 أكتوبر 2007 إلى 27 أكتوبر 2008. وهو معروف جدا بصراحته.

## روابط خارجية
- غونتر بيكشتاين على موقع IMDb (الإنجليزية)
- غونتر بيكشتاين على موقع مونزينجر (الألمانية)
- غونتر بيكشتاين على موقع كينوبويسك (الروسية)